# Howard County, Indiana
Howard County är ett administrativt område i delstaten Indiana, USA, med 82 752 invånare. Den administrativa huvudorten (county seat) är Kokomo. 

## Geografi
Enligt United States Census Bureau så har countyt en total area på 761 km². 759 km² av den arean är land och 2 km² är vatten.  

### Angränsande countyn
- Miami County, Indiana - nord
- Grant County, Indiana - öst
- Tipton County, Indiana - syd
- Clinton County, Indiana - sydväst
- Carroll County, Indiana - väst
- Cass County, Indiana - nordväst